# مارتن جوستين
مارتن جوستين (بالإنجليزية: Martin Heath)‏ هو لاعب إسكواش بريطاني، ولد في 31 يناير 1973 في إستيرلينغ في المملكة المتحدة.

## وصلات خارجية
- مارتن جوستين على موقع SquashInfo.com (الإنجليزية)
- مارتن جوستين على موقع اتحاد ألعاب الكومنولث (مؤرشف) (الإنجليزية)